# 母斑
母斑（ぼはん）とは、皮膚に生じる腫瘍のひとつ。皮膚以外の他の器官にも母斑性病変が生じる場合があり、それを日本では慣用的に母斑症（ぼはんしょう、phakomatosis）との診断名でまとめられることも多いが、phakomatosis という病名は国際的には使われない方向にある。

## 母斑の医学的意味
遺伝的または胎生的要因により、神経堤に生じた発生異常（異常増殖）が原因で、メラニン細胞にもシュワン細胞にも分化できなかった分化能力不充分な細胞であり、細胞自体は異常はないが、ある特定の細胞数が通常の場合より多かったり少なくなったりする。
組織学的には
1. 境界母斑 - 母斑細胞は表皮真皮接合部に限局している
2. 真皮内母斑 - ほぼ完全に真皮に限局している
3. 複合母斑 - 表皮真皮接合部および真皮内にメラニン細胞の細胞巣

に3分類される。
多くは真皮内母斑であるが、境界母斑からは高率に悪性黒色腫に変化するとされている。特に、有毛性で直径20cmを越える巨大な母斑細胞母斑は獣皮様母斑と呼ばれ、悪性黒色腫を発生しやすいとされている。
アメリカ合衆国でのコホート研究によれば、既知の乳癌危険因子で調整した上で、母斑数を層別化し乳癌相対リスクを求めた結果、母斑数が血漿ホルモン値を反映し、母斑数が多い女性の乳癌リスクは高かったとする報告がある。

## 母斑の例
- 表皮母斑
- 脂腺母斑
- 色素性母斑（ホクロ）
- 蒙古斑
- 青色母斑
- 太田母斑
- 伊藤母斑
- 血管腫（ポートワイン母斑・苺状血管腫）
- リンパ管腫
- 貧血母斑
- 結合織母斑

## 治療
1970年代後半よりレーザーが母斑などの第一選択となった。
ポートワイン母斑と呼ばれる赤あざ、赤ちゃんにもできるもりあがった赤あざ・イチゴ状血管腫、顔にできる青あざの太田母斑、蒙古斑、茶色いあざ・扁平母斑、黒子が集まったような色素性母斑。これらのあざの種類や治療の段階によって、使用するレーザーは異なる。
ルビーレーザーは、ベッカー母斑で推奨され有効性がよく再発率も低い、扁平母斑では過半数に有効だが再発率も8割未満と高い、成人より若いほど有効性が高く、後天的なもののほうが先天的より有効で、追加の治療は瘢痕ができるリスクは高まる。Qスイッチルビーレーザーは、瘢痕形成のリスクは低いが、およそ半数までが明らかな再発をきたし短期間での追加照射は色素脱失のリスクがあり、また著効の場合も数年の経過で再発することもある。Qスイッチは、ベッカー母斑には有効性が低い。
扁平母斑では、削皮の方法では、器具を使った場合、再発しやすく永久的な色素異常や瘢痕を生じる危険性があり推奨できず、レーザー機器によるレーザーアブレーションでも炭酸ガスレーザーでは施術者の技量によってそのリスクがあり、パルス色素レーザーではリスクなく1年の経過観察期間で再発がないと報告されており、また施術の技術を修得する必要がある。
扁平母斑では、凍結療法は、色素異常や瘢痕のリスクのため推奨できず過去の治療法である。扁平母斑に、植皮は推奨できない。扁平母斑では外用薬のトレチノインやハイドロキノンは、レーザー後の維持療法に推奨される。
太田母斑ではQスイッチレーザーが有効で繰り返しで有効性が向上し、Nd:YAG、アレキサンドライトも有効で、記述した順に有効度が高くQスイッチが第一選択とされる。間隔については確実な証拠はないが3か月から5か月以上の間隔をあけている。